# Opoqueri
Opoqueri es una localidad boliviana perteneciente al municipio de Corque en la provincia de Carangas del departamento de Oruro. Se encuentra ubicado a una distancia de 121 kilómetros de la ciudad de Oruro, la capital departamental y a 118 kilómetros de la localidad fronteriza de Pisiga, en la frontera con Chile.

## Historia
Opoqueri fue oficialmente creado el 18 de octubre de 1960 como cantón de la Provincia de Carangas durante el segundo gobierno del presidente Víctor Paz Estenssoro, sobre la base de la comunidad de Opoqueri, que en esa entonces comprendía las regiones de Tambo de Ohuruma y San Antonio.

## Transporte
Opoqueri se encuentra a 114 km por carretera al suroeste de la ciudad de Oruro, la capital departamental. Desde Oruro, la carretera nacional sin pavimentar Ruta 12 pasa por Toledo y Ancaravi hasta Opoqueri y luego por Huachacalla y Pisiga en la frontera con Chile hasta Colchane. Ocho kilómetros al noreste del pueblo, la Ruta 12 cruza el río Barras, que se filtra hacia la Puna, 20 km al sur de Opoqueri durante la mayor parte del año y solo desemboca en el Salar de Coipasa en los meses lluviosos de enero a marzo.

## Educación
El 9 de junio de 1969, comenzó a funcionar la "Unidad Escolar Opoqueri" para la enseñanza de los niños del lugar, aunque inicialmente solo tenía el nivel primario de enseñanza. A partir del 27 de agosto de 1981, se cambia de nombre y pasa a denominarse "Unidad Educativa Nacional Opoqueri" incluyendo también esta vez el nivel secundario. Esta última fecha fue establecida como aniversario de dicho Colegio.
El 23 de agosto de 2018, la Cámara de Diputados de Bolivia aprobó un reconocimiento a la "Unidad Educativa Nacional Opoqueri" por su destacada labor en la formación de estudiantes además de  conmemorar el aniversario de su  fundación el 27 de agosto de 1981.